# عرطوز
عرطوز (به عربی: عرطوز) یک منطقهٔ مسکونی در سوریه است که در شهرستان قطنا واقع شده‌است.

## خصوصیات
عرطوز ۱۶٬۱۹۹ نفر جمعیت دارد.